# Tetraxanthus rathbunae
Tetraxanthus rathbunae is een krabbensoort uit de familie van de Panopeidae. De wetenschappelijke naam van de soort is voor het eerst geldig gepubliceerd in 1939 door Chace.